# Rhodesaclerda
Rhodesaclerda är ett släkte av insekter. Rhodesaclerda ingår i familjen Aclerdidae.
Kladogram enligt Catalogue of Life:
| Rhodesaclerda | \| \| Rhodesaclerda combreticola \| \| \| \| \| \| Rhodesaclerda halli \| \| \| \| \| \| Rhodesaclerda insleyae \| \| \| \| |
|               | \| \| Rhodesaclerda combreticola \| \| \| \| \| \| Rhodesaclerda halli \| \| \| \| \| \| Rhodesaclerda insleyae \| \| \| \| |
|               | Aclerda |
|               | |
|               | Kwazuluaclerda |
|               | |
|               | Lecanaclerda |
|               | |
|               | Nipponaclerda |
|               | |
|               | Rhodesaclerda combreticola                                                                                                  |
|               | |
|               | Rhodesaclerda halli |
|               | |
|               | Rhodesaclerda insleyae |
|               | |

|  | Rhodesaclerda combreticola |
|  |                            |
|  | Rhodesaclerda halli        |
|  |                            |
|  | Rhodesaclerda insleyae     |
|  |                            |